# Hans Wilsdorf
Hans Wilsdorf (Kulmbach, 22 maart 1881- Genève, 6 juli 1960) was de oprichter van het horlogemerk Rolex en Tudor. 
Wilsdorf werd in Duitsland geboren en verkreeg later de Britse nationaliteit.
Vanaf 1900 werkte Wilsdorf in een horlogefabriek, waar hij samenwerkte met de Zwitserse horlogemaker Aegler uit Biel. Wilsdorf maakte met zijn merk Rolex als eerste een waterdicht horloge, en ook zette hij in op iets nieuws, horloges met een armband. Dat het horloge waterdicht was bewees Wilsdorf met een stunt, toen op 7 oktober 1927 de Britse zwemster Mercedes Gleitze in ruim tien uur Het Kanaal overzwom met een horloge van Rolex aan haar pols.

Al in 1944 bracht Wilsdorf, die geen kinderen had, zijn bedrijf Rolex S.A. onder in een stichting die onder andere financiële steun geeft aan projecten op het gebied van onderwijs, sociale zorg, cultuur en natuurbescherming.

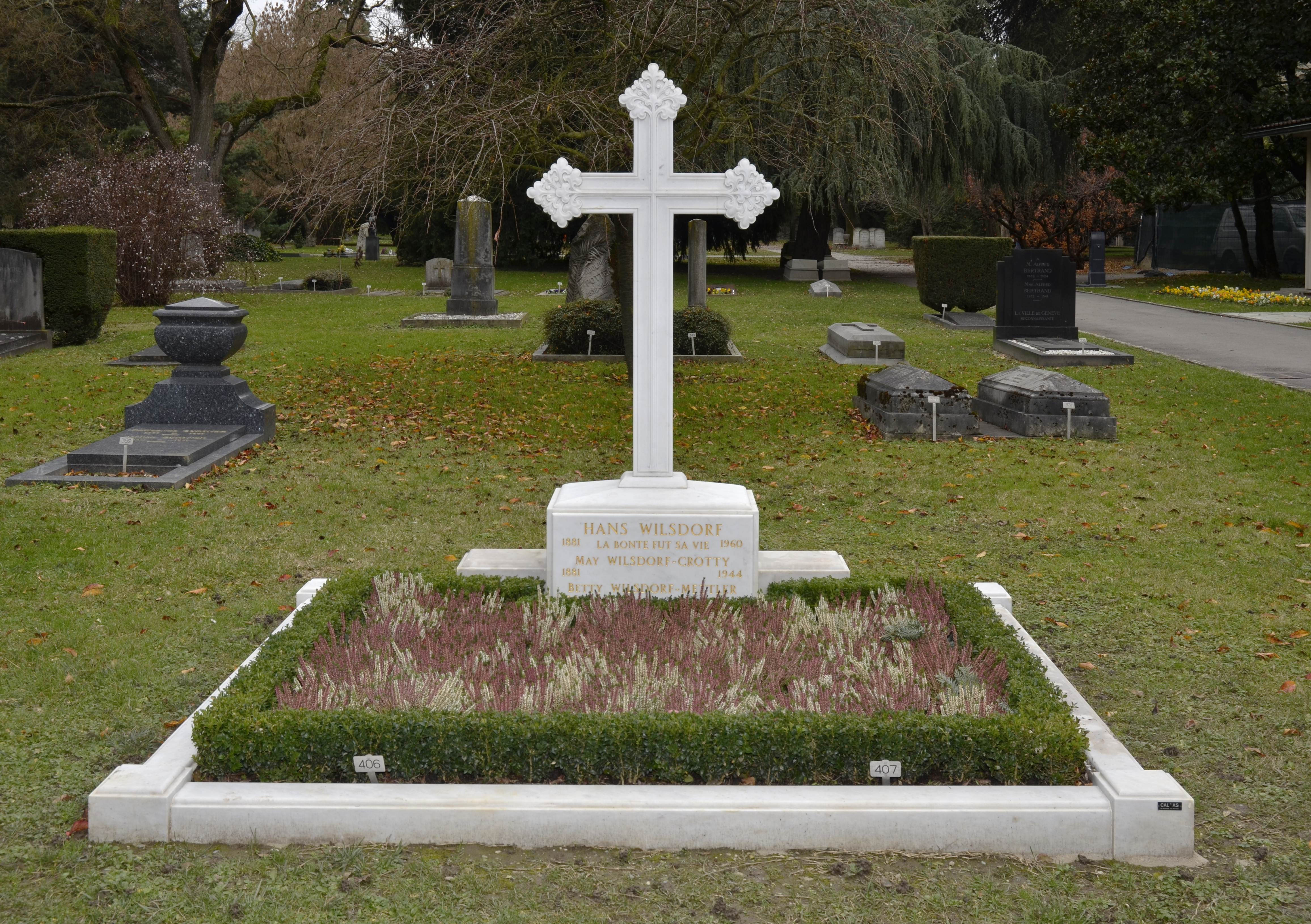
Het graf van Wilsdorf in Genève.